# Плејбој (музичка група)
За остале употребе, погледајте Плејбој (вишезначна одредница).
Плејбој је музичка група из Београда. Група је основана 1992. године. Састав су чинили бубњар Миладин Радивојевић (1992-1994), бубњар Горан Милошевић (1995-1999), басиста Роман Горшек, гитариста Игор Перовић и саксофониста Душан Петровић. Горшек и Перовић свирали су заједно у групи Еуфорија (1987—1991), док су Радивојевић, Горшек и Петровић свирали заједно у групи Пресинг (1991—92) до оснивања групе Плејбој. Група се поново краткотрајно окупила зарад наступа на фестивалу  (концерт одржан 7. јула 2006. године).

## Дискографија

### Синглови
- „Заједно / Знај“ (Б92, 1995) - први CD сингл објављен у СРЈ

### Албуми
- „Свирај дечко“ (Б92/DE Production - ПГП-РТС, 1994)
- „До коске“ (Favi, 1997) - филмска инструментална музика
- "" (ПГП-РТС, 1997)

- Свирај дечко
 1994.
- До коске
 1997.
- Overdrive
 1997.

### Учешћа у заједничким албумима
- „Корак напред 2 корака назад“ (Free B92, 1999) - обрада песме "Сад се јасно види" групе Шарло Акробата